# Bursera stenophylla
Bursera stenophylla là một loài thực vật có hoa trong họ Burseraceae. Loài này được Sprague & L.Riley mô tả khoa học đầu tiên năm 1923.